# Грмов
44°49′ пн. ш. 14°22′ сх. д. / 44.81° пн. ш. 14.36° сх. д.
Грмов (хорв. Grmov) — населений пункт у Хорватії, у Приморсько-Горанській жупанії у складі міста Црес.

## Населення
Населення за даними перепису 2011 року становило 2 осіб.
Динаміка чисельності населення поселення:

## Клімат
Середня річна температура становить 14,27 °C, середня максимальна – 27,09 °C, а середня мінімальна – 2,31 °C. Середня річна кількість опадів – 1002 мм.
| Клімат поселення                              | Клімат поселення | Клімат поселення | Клімат поселення | Клімат поселення | Клімат поселення | Клімат поселення | Клімат поселення | Клімат поселення | Клімат поселення | Клімат поселення | Клімат поселення | Клімат поселення | Клімат поселення |
| Показник                                      | Січ.             | Лют.             | Бер.             | Квіт.            | Трав.            | Черв.            | Лип.             | Серп.            | Вер.             | Жовт.            | Лист.            | Груд.            |                  |
| Середній максимум, °C                         | 9,46             | 9,53             | 12,09            | 15,95            | 20,99            | 25,33            | 27,09            | 26,82            | 22,23            | 17,79            | 12,97            | 10,24            |                  |
| Середня температура, °C                       | 5,88             | 5,95             | 8,52             | 12,37            | 17,43            | 21,73            | 24,13            | 23,84            | 19,26            | 14,81            | 10,01            | 7,25             |                  |
| Середній мінімум, °C                          | 2,31             | 2,38             | 4,94             | 8,80             | 13,83            | 18,15            | 21,15            | 20,88            | 16,29            | 11,84            | 7,03             | 4,29             |                  |
| Норма опадів, мм                              | 86               | 69               | 69               | 72               | 65               | 71               | 41               | 67               | 104              | 126              | 130              | 102              |                  |
| Середньомісячна швидкість вітру, м/с          | 3.07             | 3.27             | 3.30             | 3.11             | 2.79             | 2.66             | 2.65             | 2.65             | 2.78             | 3.06             | 3.44             | 3.35             |                  |
| Середньомісячна сонячна радіація, кДж/м²·день | 4622             | 7424             | 10907            | 15555            | 20028            | 21810            | 23251            | 19983            | 14669            | 9415             | 5054             | 3909             |                  |
| --------------------------------------------- | ---------------- | ---------------- | ---------------- | ---------------- | ---------------- | ---------------- | ---------------- | ---------------- | ---------------- | ---------------- | ---------------- | ---------------- | ---------------- |
| Джерело:                                      |                  |                  |                  |                  |                  |                  |                  |                  |                  |                  |                  |                  |                  |